# Paul Junius (Widerstandskämpfer)
Paul Junius (* 10. Juli 1901 in Berlin; † 4. Dezember 1944 in Brandenburg-Görden) war ein deutscher Kommunist und Widerstandskämpfer gegen den Nationalsozialismus.

## Leben

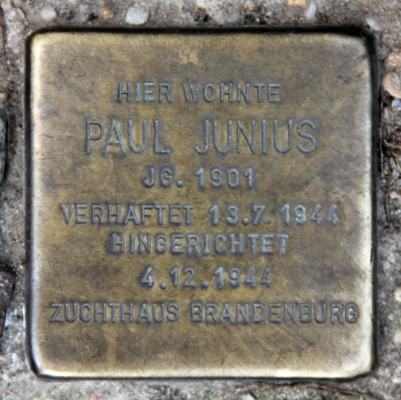
Stolperstein, Rügener Straße 22, in Berlin-Gesundbrunnen

Paul Fritz Arthur Junius wurde am 10. Juli 1901 in Berlin geboren, seine Eltern waren Alfred Junius (* 26. August 1869) und Luise Junius (* 24. November 1874 geb. Schumacher). Seine Eltern hatten am 21. Oktober 1893 in Berlin geheiratet, er hatte noch mindestens vier Geschwister, Erich Theodor Waldemar (geb. 1894), Walter Paul Max (geb. 1897), Charlotte (geb. 1898) und Max Alfred Richard (geb. 1899). Nach dem Besuch der Volksschule begann Paul zunächst eine Lehre zum Modelltischler, später betätigte er sich als Arbeitsbursche und Maschinenschlosser. 1916 wurde er Mitglied des Deutschen Metallarbeiter-Verbandes. 1917 trat Junius den Naturfreunden bei. Ende 1923 wurde er Mitglied der KPD, für die er als ehrenamtlicher Funktionär im Berliner Süden tätig war.
Nach der „Machtergreifung“ der Nationalsozialisten leitete er ab 1933 eine kommunistische Betriebszelle in den Askania Werken in Berlin, wo er als Dreher arbeitete, und hielt Kontakt zu weiteren Betriebsgruppen verschiedener Rüstungsbetriebe in Berlin. 1933 gewährte er dem gesuchten kommunistischen Funktionär Werner Prochnow Unterschlupf und hatte später auch Kontakte zur Neuköllner Widerstandsgruppe um John Sieg, Herbert Grasse und Otto Grabowski. Als Mitglied der Saefkow-Gruppe war Junius für die illegale Arbeit in den Betrieben in Berlin-Marienfelde und Berlin-Mariendorf verantwortlich. Am 13. Juli 1944 wurde Junius in Helmstedt verhaftet. Hierhin war die Produktion des kriegswichtigen Askania-Betriebes verlagert worden, die er zusammen mit seinen Genossen zu stören versuchte. Am 26. Oktober 1944 verurteilte ihn der Volksgerichtshof zum Tode. Das Urteil wurde am 4. Dezember 1944 in Zuchthaus Brandenburg-Görden vollstreckt.

## Ehrungen

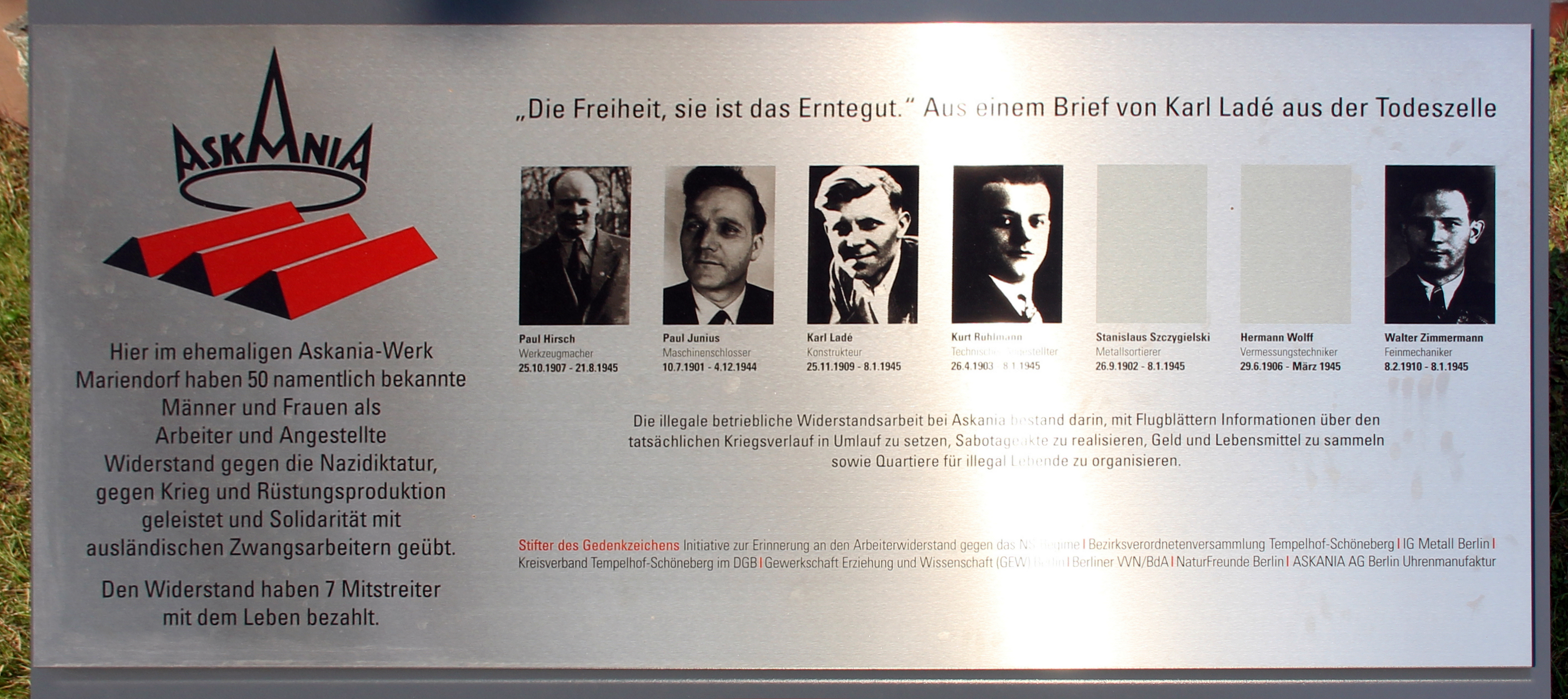
Gedenktafel für Paul Hirsch, Paul Junius, Karl Ladé, Kurt Rühlmann, Stanislaus Szczygielski, Hermann Wolff und Walter Zimmermann in der Großbeerenstraße 2 in Berlin-Mariendorf

In Berlin-Lichtenberg ist seit 1975 eine Straße nach Paul Junius benannt, die aus der bisherigen Wördenstraße und Teilen der Wolfgangstraße neu geordnet wurde.
Die Gedenktafel der Askania Werke in der Berliner Großbeerenstraße 2 erinnert an Junius und fünf weitere, vom NS-Regime ermordete Widerstandskämpfer.
In der Rügener Straße 22 in Berlin-Gesundbrunnen wurde am 13. September 2008 für Paul Junius ein Stolperstein verlegt. Die Berliner NaturFreunde übernahmen die Patenschaft.